# Bitva u Saalfeldu
Bitva u Saalfeldu byla bitvou napoleonských válek, k níž došlo 10. října 1806 mezi Francií a Pruskem. Bitva skončila francouzským vítězstvím.

## Pozadí
Po bitvě u Slavkova se rozpadla třetí protinapoleonská koalice tvořená Británií, Ruskem, Švédskem a Rakouskem, ale brzy byla nahrazena čtvrtou koalicí která byla téměř stejná jako ta třetí, ale Rakousko (které uzavřelo s Napoleonem Prešpurský mír) bylo nahrazeno Pruskem.
K prvnímu většímu střetu došlo u Saalfeldu.

## Bitva
Ludvík Ferdinand 10. října postoupil od Rudolstadtu k Saalfeldu. Brzy se dozvěděl od zajatce, že proti němu postupují Francouzi. Rozhodl se, že s nimi svede bitvu u Saalfeldu na levém břehu řeky Sály. V deset hodin dorazili na bojiště Francouzi, jimž velel maršál Lannes. Okamžitě začala jejich děla odstřelovat Prusy. Lannes vydal rozkaz lehkému jezdectvu generála Trelliarda a generálu Suchetovi aby zahájili postup proti Prusům a současně nechal část pěchoty rozvinout do rojnice a odstřelovat Prusy.
Princ tím byl zaskočen a snažil se posílit obranu u vsi Crösten a rovněž začal přesouvat děla na vyvýšeninu Sandberg.
Po jedenácté hodině vyslal čtyři saské pluky proti vsi Beulwitz, ale když k ní došli, tak na ně zahájily Francouzi přesnou palbu, která Sasy donutila k zmatenému ústupu a Francouzi zahájili postup podél cesty ke Cröstenu, ale docházela jim munice, a proto když zde Prusové zahájili protiútok, tak se museli stáhnout.
Kolem jedné hodiny dopolední zahájil francouzský 17., 64. a 88. řadový pluk s podporou lehkého jezdectva mezi potokem Siegenbach cestou lesů přes Beulwitz útok na Crösten. Odtud byli
Prusové a Sasové po těžkém boji vytlačeni k Wölsdorfu. Současně s tím zaútočila brigáda generála Reilleho na Sandberg, zajala pruská děla a generála Belvilaqua. Zbytek Sasů zahnal k městu a říčce Schwarza.
Situace byla pro Prusy zoufalá, neboť ústup nyní byl možný jen skrze Saalfeld na levý břeh. Jednotky se zhroutily a ustupovaly k řece. Princ v čele pobočníků se je pokoušel zastavit, ale všiml si ho husar a probodl mu hrdlo. Jeho smrtí se prusko-saská obrana zhroutila a vojáci zahájili zmatený útěk k řece, ale jen málo z nich ji dokázalo přeplavat.
Všichni přeživší se poté stahovali po proudy Sály, ale šlo spíše o útěk. Bitva otřásla morálkou v celé zemi, což výrazně ovlivnilo další průběh války.